# Rubus hassleri
Rubus hassleri är en rosväxtart som beskrevs av Chod.. Rubus hassleri ingår i släktet rubusar, och familjen rosväxter. Utöver nominatformen finns också underarten R. h. paraguariensis.